# Йордан Тушев
Йордан Тушев(Yordan Tushev) е български футболист. Роден е на 3 юли 1984 година. Започва своята кариера в Септември (София). В този период той става и юношески национал. През 2003 на 16-годишна възраст е закупен от Пирин (Благоевград). След това през 2005 преминава във Вихрен (Сандански), където записва 14 мача до 2008. През 2008 Йордан Тушев заиграва за курортния ФК Несебър за 1 година. През 2009/2010 заиграва в гръцкия Агротикос Астерас, а през сезон 2010/2011 е в Докса Вираниас. През юли 2012 е привлечен от немския Нойбой.
- ръст – 182 см.
- тегло – 75 кг.
- номер на фланелката – 1

## Кариера
- 2003-2004  България Пирин Благоевград
- 2005-2008  България Вихрен Сандански
- 2008-2009  България Несебър
- 2008-2010  Гърция Астерас Солун
- 2010-2011  Гърция Докса Виронеас
- 2011-2012  Германия Нойбой